# Carlos Montero Schmidt
Carlos Montero Schmidt (Santa Cruz, 4 de septiembre de 1916-Santiago, 24 de enero de 1980) fue un ingeniero agrónomo y político chileno. Se desempeñó como ministro de Interior de su país, durante el segundo gobierno del presidente Carlos Ibáñez del Campo entre febrero y mayo de 1955.

## Biografía
Nació en la ciudad chilena de Santa Cruz, hijo de Lindorfo Montero Fuenzalida y María Teresa Schmidt Quezada. Era nieto de Teodoro Schmidt Weichsel y sobrino de Teodoro Schmidt Quezada y Luis Schmidt Quezada. Su hermano Mario, también se dedicó a la política, siendo ministro de Agricultura y de Tierras y Colonización durante el segundo gobierno de Ibáñez del Campo.
Realizó sus estudios primarios y secundarios en el Liceo Alemán de Santiago y, posteriormente, continuó los superiores en la Pontificia Universidad Católica de Chile, titulándose como ingeniero agrónomo en 1938. Su tesis fue Un estudio agrícola y de regadío sobre el Departamento de Ovalle.
Contrajo matrimonio con María Josefina Jaramillo Rosselot, con quien tuvo doce hijos: Felipe, Armando, Patricio, Ramón, María Gloria, Ricardo, Hernán Carlos, Verónica del Carmen (suegro del agrónomo y economista Juan Carlos Méndez, quien fuera director de la Dirección de Presupuestos entre 1975 y 1981), José, Andrés, Francisco José y Jaime.
Falleció en la ciudad de Santiago el 24 de enero de 1980, a los 63 años.

## Carrera política
En el ámbito político, en 1936 se unió, junto a su hermano Mario, al Movimiento Nacional-Socialista de Chile, colectividad en la cual militó hasta su disolución, en 1939. Luego se incorporó a las filas del Partido Agrario Laborista (PAL) y en 1954 participó en la constitución del Partido Nacional Agrario, que llegó a presidir en 1955.
Durante el segundo gobierno del presidente Carlos Ibáñez del Campo, entre el 21 de enero y el 30 de mayo de 1955, actuó como titular del Ministerio del Interior y, al año siguiente, como director del Servicio de Seguro Social.
Fue parte de la directiva —como vicepresidente— del partido Democracia Agrario Laborista (DAL), en 1963. Como militante de esta colectividad, participó en las elecciones parlamentarias de 1965, como candidato a senador para la 8ª Agrupación Provincial, correspondiente a Bío-Bío, Malleco y Cautín, no resultando electo.
Durante el proceso de reforma agraria en el país, se vio involucrado en la muerte del jefe zonal de Linares de la Corporación de la Reforma Agraria, Hernán Mery Fuenzalida. Este ingeniero agrónomo, militante demócrata cristiano, fue asesinado el 30 de abril de 1970. Para entonces, Montero era dirigente del Sindicato de Empleadores Agrícolas, miembro de la Federación de los mismos en la zona y dueño del fundo "San Esteban". Posteriormente, la investigación judicial determinó que el asesino fue el obrero José Enrique Hipólito Ulloa Hernández.